# Akademiemitglied
Als Akademiemitglieder (früher auch Akademiker) werden besonders verdiente Wissenschafter und Künstler bezeichnet, die in eine Akademie der Wissenschaften bzw. der Künste gewählt wurden. Dies gilt als eine der höchsten Ehrungen im akademischen Bereich.
Nicht nur Staaten, sondern auch größere Bundesländer haben Wissenschafts- und Kunstakademien.
Eine Akademie selbst kennt keine Lehre, führt jedoch oft spezielle Forschungsinstitute. Ihre Arbeit besteht in gemeinsamen Sitzungen ihrer Mitglieder, die ihre Forschungsergebnisse vortragen. Diese Referate werden periodisch in Sitzungsberichten oder Abhandlungen veröffentlicht.

## Wahl von Akademie-Mitgliedern
In der Regel kann nur aufgenommen werden, wer durch zwei andere Mitglieder dafür nominiert wird und von der jeweiligen „Klasse“ (Kunst, Grund- oder Naturwissenschaften) gewählt wird. Die Zahl der Mitglieder ist meist begrenzt, um mögliche persönliche Einflussnahmen hintanzuhalten (beispielsweise beträgt diese Zahl in Sachsen 200). In diese Zahl werden allerdings ältere Akademiemitglieder ab 70 nicht mehr eingerechnet.
Zu den traditionellen Rechten ordentlicher Akademiemitglieder gehört die Möglichkeit, Wahlvorschläge für neue Akademiemitglieder zu machen, die einer von vier Kategorien angehörten: Korrespondierende (KM), ordentliche (OM), auswärtige (AW) und Ehrenmitglieder (EM).
Während in den Akademie-Versammlungen heute nur mehr in besonderen Fällen intensive wissenschaftliche Dispute üblich sind, war diese Funktion der Gelehrtengesellschaft in früheren Jahrhunderten die wichtigste – insbesondere an der berühmtesten, der Pariser Akademie. Heute liegt der Schwerpunkt der meisten Akademien in der Publikation und Förderung wissenschaftlicher Arbeiten und im Betreiben eigener Forschungsinstitute.
Die meisten Akademiemitglieder sind Hochschulprofessoren. In Ausnahmefällen ist auch die Wahl anderer, besonders verdienter Persönlichkeiten möglich. Ein spezielles Beispiel dafür war der gelernte Optiker Josef Fraunhofer, der 1823 als 36-Jähriger und ohne akademische Ausbildung in die Bayerische Akademie aufgenommen wurde.